# Ingmar Hoerr

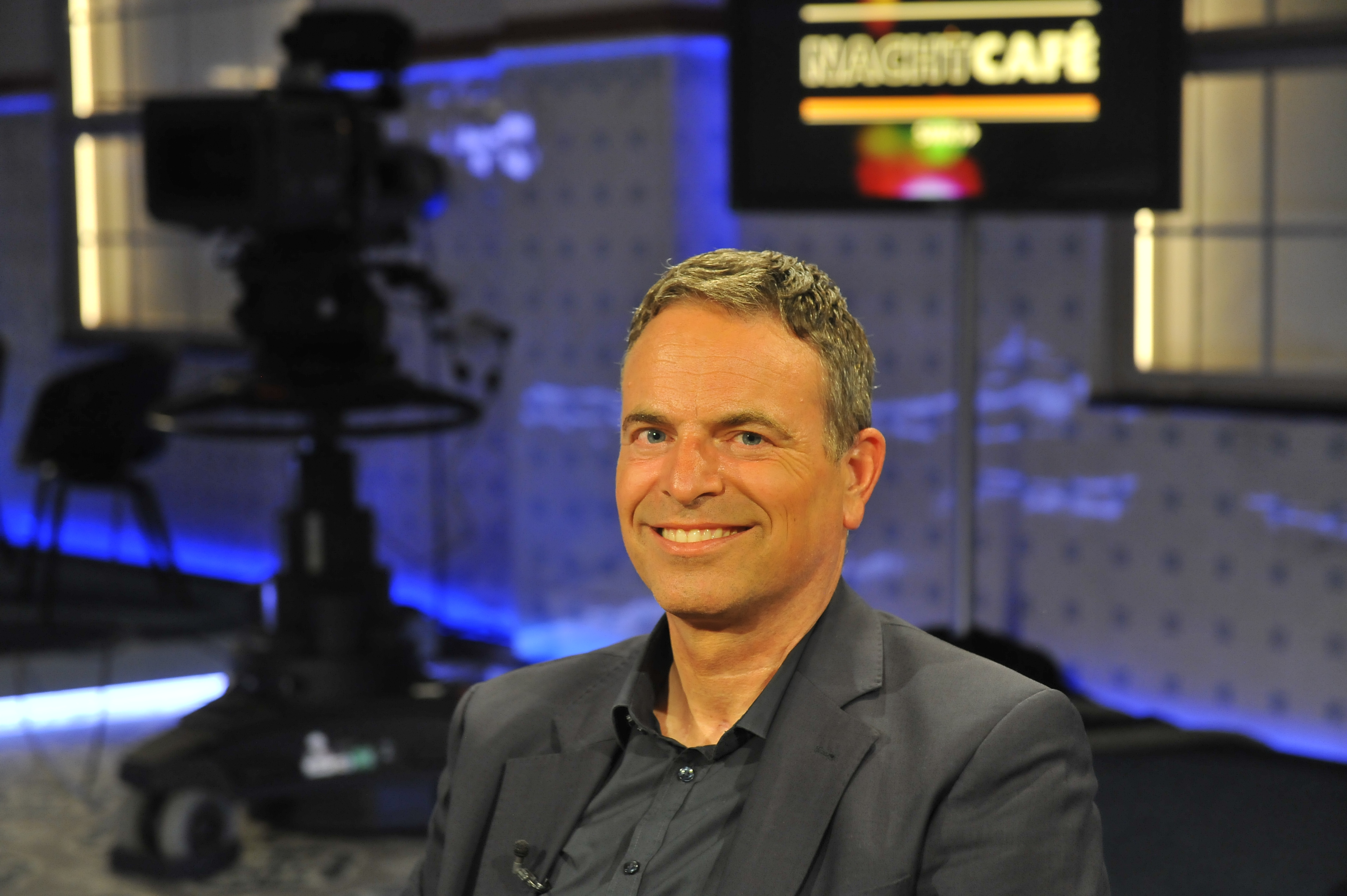
Ingmar Hoerr in der Talkshow Nachtcafé

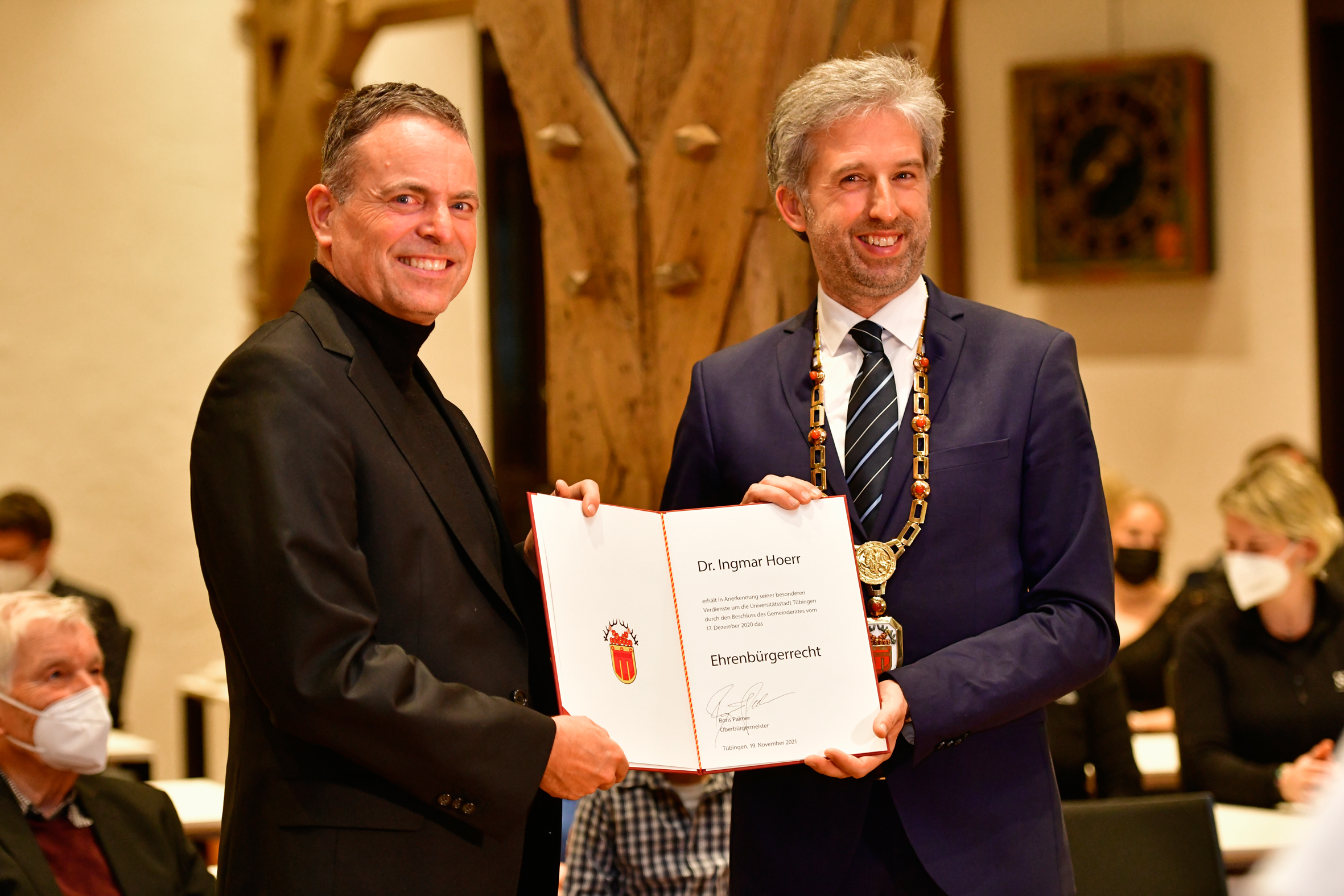
Verleihung des Ehrenbürgerrechts durch Tübingens OB Boris Palmer am 19. November 2021 im Rathaus

Ingmar Malte Hoerr (auch Hörr, * 3. Juni 1968 in Neckarsulm) ist ein deutscher Biologe. Hoerr ist einer der Gründer von CureVac und war langjähriger Vorstandsvorsitzender des Unternehmens.

## Werdegang
Hoerr absolvierte 1985 die Mittlere Reife an der Johannes-Kepler-Realschule in Wendlingen am Neckar und besuchte danach ein agrarwissenschaftliches Gymnasium in Nürtingen, wo er 1988 das Abitur erlangte. Von 1988 bis 1990 leistete er als Rettungsassistent Zivildienst beim DRK Nürtingen. Von 1990 bis 1996 studierte er Biologie an der Eberhard Karls Universität Tübingen. Während seines Studiums verbrachte er ein Jahr an der Madurai-Kamaraj-Universität in Indien.
Hoerr forschte experimentell zur Stabilisierung von Boten-Ribonukleinsäure (mRNA). 1999 promovierte er bei Günther Jung, Institut für Organische Chemie, in Kooperation mit Hans-Georg Rammensee, Institut für Immunologie und Zellbiologie (beide: Universität Tübingen) mit dem Thema RNA-Vakzine zur Induktion von spezifischen cytotoxischen T-Lymphozyten (CTL) und Antikörpern.
Im Rahmen seiner Promotion untersuchte er die Entwicklung von RNA-Impfstoffen, die seit 2020 eine zentrale Rolle beim Kampf gegen COVID-19 spielen. Er impfte damals Labormäuse mit einem RNA-Konstrukt und zeigte, dass ein solcher Impfstoff nicht, wie bis dahin angenommen, sofort zerfällt. Vielmehr regt stabilisierte RNA das Immunsystem an, Antikörper zu bilden und T-Zellen zu aktivieren, die Krankheitserreger vernichten. Bereits am 9. September 1999 meldete Hoerr ein erstes Patent für die neue Technologie an. 2008 und 2009 wurden erste klinische Studien zur Verwendung von mRNA als Krebsimpfstoff durchgeführt.
Berufsbegleitend erwarb Hoerr von 2000 bis 2002 an der Donau-Universität Krems einen MBA in General Management.
Bill Gates, dessen Stiftung in CureVac investierte, bewertete die Pionierarbeit von Hoerr im Interview mit dem Handelsblatt als bahnbrechend: „Die ersten mRNA-Impfstoffe, die Pfizer-Biontech und Moderna im Jahr 2020 entwickelten, sind das Produkt einer Vielzahl von Ideen und Entdeckungen des deutschen Wissenschaftlers Ingmar Hoerr, der zwanzig Jahre lang Experimente mit messenger-RNA durchführte.“ Mit dem Erfolg der mRNA-Impfstoffe wuchs auch das Medieninteresse an Hoerr. Der Spiegel reihte ihn unter die Pioniere der mRNA-Impfstoffe ein, ebenso Die Zeit, FAZ und Süddeutsche Zeitung, und führten Interviews. Es gab Auftritte in Talkshows, z. B. Markus Lanz und Nachtcafé. Das internationale Interesse reicht vom Schweizer Rundfunk SRG SSR über den französischen L’Express bis hin zur New York Times.
Im Mai 2021 gründete Hoerr gemeinsam mit seiner Frau die Ingmar und Sara Hoerr Stiftung gGmbH, die Gesundheitsprojekte, insbesondere die Verhütung und Bekämpfung von übertragbaren Krankheiten, sowie Kunst und Kultur fördern soll. Diese Stiftung wurde am 1. Dezember 2021 in die Morpho Foundation gGmbH überführt und Florian von der Mülbe und seine Partnerin Kiriakoula Kapousouzi kamen als weitere Stifter hinzu.

## CureVac
2000 gründeten Ingmar Hoerr, Florian von der Mülbe, Steve Pascolo, Hans-Georg Rammensee und Günther Jung das biopharmazeutische Unternehmen CureVac in Tübingen. Mit CureVac und seinen Mitgründern zählte Hoerr 2007 zu den Preisträgern des bundesweiten Weconomy-Wettbewerbs, der von der Wissensfabrik und dem Handelsblatt ausgerichtet wird. Von 2011 bis 2013 war Hoerr Teil der Weconomy-Jury, 2016 nahm er die Position wieder auf.
Bis 2018 war Hoerr Vorstandsvorsitzender von CureVac und wechselte dann als Vorsitzender in den Aufsichtsrat, bevor er am 11. März 2020 erneut zum Vorstandsvorsitzenden gewählt wurde.
Am 13. März 2020 erlitt Hoerr einen Gehirnschlag und lag sechs Wochen im Koma; er erholte sich dann weitgehend. Das war ausgerechnet zu einer Zeit, als eine intensive internationale Konkurrenz um die Entwicklung eines mRNA-Impfstoffs (und sonstiger Impfstoffe) gegen COVID-19 einsetzte, während die Coronavirus-Pandemie ihrem ersten Höhepunkt zustrebte. Nach Hoerrs Erkrankung übernahm Franz-Werner Haas provisorisch die Führung von CureVac und wurde Anfang August 2020 zum CEO gewählt. Im Mai 2021 gab Hoerr an, keine offizielle Funktion bei CureVac zu haben.
Anfang Juni 2021 wurde gemeldet, dass Hoerr bei der virtuell stattfindenden Hauptversammlung am 24. Juni 2021 zum Aufsichtsratsvorsitzenden gewählt werden sollte. Allerdings zog er seine Kandidatur aus gesundheitlichen Gründen kurz vor dem Termin zurück.

## Ehrungen
- 2018 Ehrensenator Universität Tübingen[4]
- 2020 Ehrenbürger Stadt Tübingen[30] (überreicht am 19. November 2021)[31]
- 2021 Ehrenmedaille der Medizinischen Fakultät der Universität Duisburg-Essen[32]
- 2021 Meyer-Schwickerath-Preis der Stiftung Universitätsmedizin Essen für seine Grundlagenforschung zur Boten-Ribonukleinsäure[32]
- 2021 Max-Bergmann-Medaille des Max-Bergmann-Kreis e. V. zur Förderung peptidchemischer Arbeiten (MBK) für die Entwicklung der messenger-RNA- (mRNA)-Impfstoffe als neuartigem Wirkstoffprinzip[33]
- 2021 Deutscher Innovationspreis, Sonderpreis Innovator of the year[34]
- 2021 Karl-Heinz-Beckurts-Ehrenmedaille der Karl-Heinz-Beckurts-Stiftung[35]

## Patente
- Günther Jung, Ingmar Hoerr, Hans-Georg Rammensee, Reinhard Obst: Transfer von mRNAs unter Verwendung von polykationischen Verbindungen. EP1083232. Erstveröffentlichung am 9. September 1999, Patentinhaber: CureVac.
- Florian Von der Mülbe, Ingmar Hoerr, Steve Pascolo: Stabilisierte mRNA mit erhöhtem G/C-Gehalt und optimierter Codon Usage für die Gentherapie. WO2002098443. Erstveröffentlichung am 12. Dezember 2002, Patentinhaber: CureVac.
- Ingmar Hoerr, Jochen Probst, Steve Pascolo: RNA-coded antibody. WO2008083949. Erstveröffentlichung am 17. Juli 2008, Patentinhaber: CureVac.
- Ingmar Hoerr, Steve Pascolo: Optimierte Injektionsformulierung für mRNA. Veröffentlichungstag und Patenterteilung 19.06.2019, Europäische Patentschrift Nr EP 3 153 179 B1, Patentinhaber: CureVac.

## Publikationen
- Ingmar Hoerr, Reinhard Obst, Hans-Georg Rammensee, Günther Jung: In vivo application of RNA leads to induction of specific cytotoxic T lymphocytes and antibodies. In: European Journal of Immunology. Band 30, 30. August 2000, S. 1–7, PMID 10602021.
- Jochen Probst, Sonja Brechtel, Birgit Scheel, Ingmar Hoerr, Günther Jung, Hans-Georg Rammensee, Steve Pascolo: Characterization of the Ribonuclease Activity on the Skin Surface. In: Genetic Vaccines and Therapy. Band 4, 29. Mai 2006, S. 1–9, doi:10.1186/1479-0556-4-4.